# Byala Slatina (ville)
Ne doit pas être confondu avec Byala Slatina (obchtina).
Byala Slatina (en bulgare : Бяла Слатина) est une ville du nord-ouest de la Bulgarie.
La ville est le siège de la municipalité (obchtina) de Byala Slatina.

## Géographie
Byala Slatina est située dans l'oblast (province) de Vratsa, dans le Nord-Ouest de la Bulgarie, et au pied du Grand Balkan (Stara planina en bulgare, soit « vieille montagne »). Il s'agit d'une région rurale parmi les moins développées économiquement du pays.

## Population
En décembre 2021, la ville comptait une population de 11 387 personnes (contre 12 519 en 2015, et 12 433 en 2009), tandis que l'obchtina elle-même (la ville et 14 autres villages) est peuplée de 27 462 habitants, ce qui en fait une région très peu dense, tant dans le pays qu'en Europe.
Byala Slatina compte une importante communauté Rom, avec près de 2 600 habitants, pratiquant essentiellement l'Islam.  

## Histoire
Les plus anciennes traces d'occupation de Byala Slatina datent du Néolithique moyen, durant la seconde moitié du VIe millénaire av J.C. Les vestiges de cette occupation ont été trouvés sur les rives de la rivière Scut et s'étendent vers le sud jusqu'aux thermes de la ville et au parc. Des fouilles au sud-est du centre-ville ont mis au jour les vestiges d'habitations et d'une nécropole qui existaient à l'âge du bronze.